# Георги Цветков (футболист, р. 1947)
Георги Цветков (роден на 10 септември 1947 г.), наричан по прякор Цупето, е бивш български футболист, нападател, а по-късно треньор по футбол. По време на състезателната си кариера играе за Спартак (София), Академик (София), Левски (София) и Спартак (Варна). В А група има общо 313 мача и 96 гола.
Между 1967 г. и 1972 г. записва 10 мача с 1 гол за националния отбор. Сребърен медалист от олимпийските игри в Мексико'68.

## Биография
Цветков е юноша на Спартак (София). Заиграва за първия отбор на 17-годишна възраст през 1964 г. С клуба става носител на националната купа през сезон 1967/68. Изиграва общо 101 мача в А група, в които бележи 25 гола.
След обединението на Спартак с Левски (София) през януари 1969 г. Цветков преминава в Академик (София). За сезон и половина записва 31 мача с 8 гола в елитното ни първенство.
През 1970 г. Цветков е привлечен в Левски (София). За 7 сезона изиграва общо 193 мача и вкарва 70 гола – 154 мача с 56 гола в А група, 26 мача с 12 гола за купата и 13 мача с 2 гола в евротурнирите. С Левски e двукратен шампион на България през 1973/74 и 1976/77, както и трикратен носител на националната купа през 1970/71, 1975/76 и 1976/77. Има 3 гола във финали за купата – един при успеха с 3:0 срещу Локомотив (Пд) през 1971 г. и два за победата с 4:3 след продължения срещу ЦСКА през 1976 г. Част от отбора на „сините“, който достига до четвъртфинал в Купата на УЕФА през сезон 1975/76. На 2 март 1977 г. се разписва за победата с 2:1 срещу испанския Атлетико (Мадрид) за КНК.
В края на кариерата си играе два сезона за Спартак (Варна). През 1977/78 бележи 7 гола в 27 мача, но „соколите“ завършват на предпоследното 15-о място и изпадат в Б група. През следващата кампания изиграва 15 мача и вкарва 1 гол във втория ешелон.

## Успехи
Спартак (София)
- Национална купа:
  -  Носител: 1967/68

Левски (София)
- А група:
  -  Шампион (2): 1973/74, 1976/77
- Национална купа:
  -  Носител (3): 1970/71, 1975/76, 1976/77

Национален отбор
- Летни олимпийските игри:
  -  Сребърен медалист: 1968